# کلیسای رستاخیر مسیح (کاوناس)
بازیلیکای رستاخیز پروردگارمان عیسی مسیح کاوناس (لیتوانیایی: Kauno mūsų Viešpaties Jėzaus Kristaus Prisikėlimo bazilika) کلیسای کاتولیک رومی در کاوناس، لیتوانی است. این کلیسا در سال ۲۰۰۴ مقدس شد و در سال ۲۰۰۵ در نهایت تکمیل شد. این کلیسا بزرگ‌ترین بازیلیکا در کشورهای بالتیک به‌شمار می‌رود.

## تاریخچه
پس از استقلال دوبارهٔ لیتوانی در سال ۱۹۱۸، ایدهٔ ساخت کلیسایی نو برای قدردانی از خداوند برای آزادی دوبارهٔ کشور بوجود آمد. کمیته‌ای به رهبری رئیس‌جمهور آنتاناس اسمتونا در سال ۱۹۲۶ برای نظارت بر روند ساخت بوجود آمد. شهر کاوناس به عنوان مکان ساخت کلیسا برگزیده شد زیرا پایتخت تاریخی لیتوانی، یعنی شهر ویلنیوس، از سال ۱۹۲۰ تا ۱۹۳۹ بخشی از لهستان بوده است. در سال ۱۹۲۸، مسابقهٔ طراحی برگزار شد و طرح پیشنهادی کارولیس ریسوناس برای کلیسا انتخاب شد. به دلیل مشکلات فنی دامنهٔ بزرگ طراحی و تشدید چشمگیر هزینه‌ها، طرح نهایی تا سال ۱۹۳۳ پذیرفته نشد.
نخستین سنگ بنای کلیسا از کوه زیتون اورشلیم در سال ۱۹۳۴ آورده شد و نخستین نقطه عطف کلیسا به‌شمار می‌رود. کمک‌های مالی برای ساخت‌وساز در لیتوانی و خارج از کشور جمع‌آوری شد. کشیش سرشناس لیتوانیایی، فلیکساس کاپوچیوس نه تنها در جزئیات پروژهٔ ساختمان بلکه در بودجهٔ آن نیز نقش داشت. او به سراسر ایالات متحده آمریکا، جایی که مهاجران لیتوانیایی فراوانی زندگی می‌کردند برای درخواست پشتیبانی سفر کرد. ساخت و ساز با مشکلات متعددی روبرو شد و در برخی مواقع به دلیل کمبود بودجه متوقف شد.

برج اصلی بازیلیکای رستاخیز

در سال ۱۹۳۸ دیوارها و بام کلیسا تکمیل شد و تا سال ۱۹۴۰ بخش بزرگی از آن تکمیل شده بود. تا آن موقع، حدود یک میلیون لیتاس که عمدتاً از پشتیبانی‌های تک‌نفره بود خرج شده بود. کار بیشتر بر روی کلیسا در طول جنگ جهانی دوم متوقف شد. مقامات اشغالگر نازی از کلیسا به عنوان انبار استفاده کردند و در طول اشغال لیتوانی به دست شوروی، ساختمان توسط دولت مصادره شد. در سال ۱۹۵۲، استالین فرمانی صادر کرد که از کلیسا به عنوان کارخانه استفاده شود و نمازخانه و صلیب بالای برج ویران شدند.
ساختمان کلیسا تا زمان بیداری ملی لیتوانیایی در سال ۱۹۸۸ به عنوان کارخانهٔ رادو به کار می‌رفت. به زودی پس از آن، کنترل کلیسا به دست شورایی نوپا سپرده شد. در طول دههٔ ۹۰ میلادی، توانبخشی دوبارهٔ ساختمان با موانع بیشتری روبرو شد. کلیسا و دولت رسماً از یکدیگر جدا شده و شهروندان لیتوانیایی در طول عبور به اقتصاد بازار دچار مشکلات اقتصادی بودند. در هر صورت، کار ادامه یافت. بودجه هم به دست دولت لیتوانی و هم منابع خصوصی فراهم شد و کلیسا در سال ۲۰۰۴ مقدس شد.